# Ghatanji
Ghatanji es una ciudad y  municipio situada en el distrito de Yavatmal en el estado de Maharashtra (India). Su población es de 21293 habitantes (2011). Se encuentra a  38 km de Yavatmal.

## Demografía
Según el censo de 2011 la población de Ghatanji era de 21293 habitantes, de los cuales 11026 eran hombres y 10263 eran mujeres. Ghatanji tiene una tasa media de alfabetización del 90,05%, superior a la media estatal del 82,34%: la alfabetización masculina es del 93,54%, y la alfabetización femenina del 86,32%.